# ノエミ (小惑星)
ノエミ (703 Noemi) は小惑星帯に位置する小惑星である。ウィーンでヨハン・パリサによって発見された。
命名については、当時の天文学会のパトロンだったジギスムント・フォン・シュプリンガー男爵（Sigismund von Springer、1873年 - 1927年）と婚約したノエミ・フォン・ロートシルト（Noémi von Rothschild、1886年 - 1969年）を祝したという説と、旧約聖書のルツ記に登場する女性ノエミにちなむという説がある。